# Ferdinand-Marie-Innocent de Bavière
Ferdinand-Marie-Innocent Michael Joseph de Bavière (5 août 1699 à Bruxelles – 9 décembre 1738 à Munich) est un prince bavarois et maréchal impérial.

## Biographie
Ferdinand Marie Innocent est un fils de l'Électeur Maximilien-Emmanuel de Bavière (1662-1726) de son mariage avec Thérèse-Cunégonde Sobieska (1676-1730 ), fille du roi Jean III Sobieski de Pologne.
Il sert comme général dans l'armée impériale. En 1738, il est promu maréchal de camp impériale.
Il est mort en 1738, et est enterré dans l'église des Théatins de Munich.

## Mariage et descendance
Ferdinand Marie Innocent épouse le 5 février 1719 à Zákupy Marie-Anne-Caroline de Palatinat-Neubourg, une fille de Philippe-Guillaume-Auguste de Palatinat-Neubourg. Il a eu les enfants suivants:
- Maximilien François Joseph (1720-1738)
- Clément-François de Bavière (1722-1770), marié en 1742, à Marie-Anne de Palatinat-Soulzbach (1722-1790)
- Thérèse Emmanuel (1723-1743)

Ferdinand a également un fils de son liaison extra-conjugale avec la comtesse Marie Adélaïde Fortunata Spaur (1694-1781):
- Joseph Ferdinand (1718-1805), général du régiment "Comte de Salern", marié en 1753 à la comtesse Marie Mechthildis de Törring (1734-1764) et en 1766, à la comtesse Josepha de La Rosée d. 1772)